# Đạo An
Đạo An (tiếng Trung: 道安; bính âm: Dào'ān; Wade–Giles: Tao-an; 312–385) là một Đại sư Phật giáo, tác gia và dịch giả thời Đông Tấn, người gốc Hà Bắc. Ông đóng vai trò quan trọng trong việc giám sát dịch các kinh văn Phật giáo sang tiếng Trung Quốc, tổ chức Tăng đoàn Trung Hoa, tác giả của các tác phẩm chú giải và biên soạn danh mục bản dịch Phật giáo Trung Quốc sơ khai quan trọng nhất vào năm 374. Mặc dù bản danh mục này đã bị thất truyền, nhưng phần lớn nó đã được Tăng Hữu ghi nhận lại trong danh mục của mình (T2145) được hoàn thành vào năm 515.
Đạo An được coi là người sáng lập ra tín ngưỡng thờ Phật Di Lặc ở Trung Quốc.

## Cuộc đời
Theo truyền thống của ông, sau khi cha mẹ mất, ông được nuôi dưỡng bởi một người anh họ. Ông xuất gia khi mới 12 tuổi. Khoảng năm 335, ông đến Lâm Chương và trở thành đệ tử của Phật Đồ Trừng, vị đại sư người Quy Từ nổi tiếng bấy giờ. Một trong những đệ tử của ông là Đại sư Huệ Viễn, người được xem là Sơ tổ của Tịnh độ tông. Ông sống ở Tương Dương một thời gian cho đến khi vua Tiền Tần Phù Kiên chiếm được Tương Dương vào năm 379 và đưa Đạo An đến Trường An. Ông đã dành những năm cuối đời để dịch, chú giải, cũng như biên soạn một danh mục kinh văn. Ông cũng chủ trương rằng tất cả các tăng ni nên lấy họ Thích (釋), để liên hệ đến vị Bổn sư Thích-ca Mâu-ni.